# Canto ambrosiano

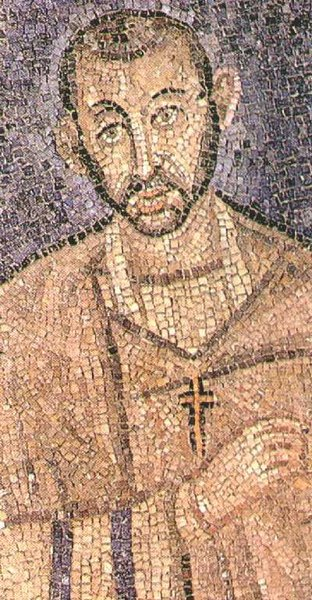
San Ambrosio, detalle de mosaico (Iglesia de San Ambrosio, Milán).

El canto ambrosiano o canto milanés es un repertorio litúrgico de canto llano de la Iglesia católica, que se desarrolló en la zona de la actual Milán (Italia) en torno al siglo IV. 

## Historia
Su origen, y por ende su nombre, se suele atribuir al por entonces arzobispo de Milán, San Ambrosio, aunque no hay evidencias científicas que corroboren dicha relación. Se usaba en las ceremonias de rito ambrosiano, localizadas en ese siglo en esa zona, que fueron sustituidas por la Iglesia por el rito romano, excepto en Milán y sus inmediaciones. 
En la iglesia de Ambrosio de Milán se promovió el canto antifónico de los salmos, los cuales eran cantados con dos coros que alternaban sus intervenciones. Esta práctica era heredada de los cantos rituales de Siria y Palestina. Del mismo modo se introdujo en la liturgia el canto de los himnos.

## Características generales
El canto ambrosiano es música vocal monódica, sin ningún tipo de acompañamiento instrumental. La rítmica del canto viene determinada por el texto, no existe un ritmo determinado que sea escrito independientemente para su melodía. Mientras que en el canto gregoriano predominaba una estructura rítmica uniforme, consistente mayormente en una sucesión de notas de similar valor, raramente interrumpida por notas de distinto valor, en el canto ambrosiano el ritmo se ajustaba al texto en modo recitativo, y poseía una estructura rítmica relativamente marcada.
Su desarrollo melódico tiende a moverse por grados conjuntos, al igual que lo haría después el canto gregoriano. Los saltos de mayor tamaño son excepcionales, y cuando se presentan no comprenden intervalos musicales muy amplios.

## Formas musicales
Al igual que ocurre con otras liturgias latinas, las formas musicales que se dan en el canto ambrosiano, varían sustancialmente de las del canto gregoriano.

### Los cantos de la Misa
La misa es la celebración cristiana de la Eucaristía. El canto llano se usaba con profusión en la misa por diversos motivos: para reafirmar la fe de forma comunal, para reforzar el aprendizaje de las sagradas escrituras, y para acompañar algunos actos. Los cantos de la misa se dividían en cantos del Ordinario de la Misa (en latín, Ordo Missae), cuyos textos eran invariables, y los cantos Propios, cuyos textos cambiaban dependiendo de la festividad. Hay varias diferencias entre el rito ambrosiano y el romano, que se reflejan en los cantos ambrosiano y gregoriano.

#### Ordinario de la Misa
Los cantos ordinarios consistían en el Laus missa o Gloria in excelsis, el Symbolum y el Sanctus. El Symbolum corresponde al Credo en el rito romano. Al contrario del canto gregoriano, no hay Agnus Dei ni Ite missa est, y el Kyrie no existe como una categoría de canto separada.
Solo existe un pequeño número de melodías para cada uno de estos cantos ordinarios: cuatro para el Gloria, cuatro para el Sanctus, y solo una para el Symbolum. La melodía del Symbolum es muy simple, apenas un recitativo levemente adornado. De las cuatro melodías para el Gloria, una es simple como la del Symbolum, y una de ellas es una composición silábica pero muy libre con una melodía neumática consistente en solo unas cuantas notas por sílaba. Las cuatro melodías son melismáticas y todas progresan hasta acabar en un sencillo canto de Kyrie.
Solo dos de las escasas melodías existentes para el Sanctus eran usadas regularmente, y ambas eran de gran simplicidad.

#### Propio de la Misa
El Ingressa corresponde al Introitus del rito romano. Al contrario que éste, el Ingressa no versa sobre un salmo o doxología. Mientras el Introitus acompaña el tiempo en el que los celebrantes se acercan al altar, el Ingressa es cantado durante el incensado del altar. 
Los tres siguientes cantos propios, continúan y amplían la lectura de las escrituras. El Psamellus sigue a la profecía, la lectura del Antiguo Testamento, y corresponde al Graduale gregoriano. El Post Epistolam o Alleluia sigue a la lectura de la epístola, y corresponde al Alleluia gregoriano. 
El Alleluia ambrosiano suelen adaptarse más frecuentemente que los gregorianos, reutilizando melodías para los textos de diferentes festividades. Al contrario que el Alleluia gregoriano, el ambrosiano contiene una repetición muy extensa llamada Jubilus. Durante los períodos penitenciales, el Post Epistolam es reemplazado por el Cantus, que corresponde al Tractus gregoriano. Las melodías del Cantus provienen de una raíz común, relacionada con los antiguos cantos romanos y beneventanos. El canto que sigue a la enseñanza final es el Post Evangelium, que no tiene equivalente en el rito romano.
El Offertorium es cantado durante la ofrenda de presentes en el altar, correspondiendo al Ofertorio gregoriano. Mientras que los ofertorios gregorianos perdieron sus versos hacia el siglo XII, algunos Offertoria ambrosianos retuvieron sus versos, que poseían un nivel de complejidad parecido al de sus extintos equivalentes gregorianos.
El Confractorium se canta durante el reparto del pan, y no tiene homólogo en el canto gregoriano. Finalmente, el Transitorium, llamado así porque originalmente incluía el paso de un libro al lado opuesto del altar, corresponde a la Comunión gregoriana. Muchos textos del Transitorium son traducciones directas de originales griegos, aunque no es demostrable que las melodías fueran bizantinas. 

### Los cantos del Oficio

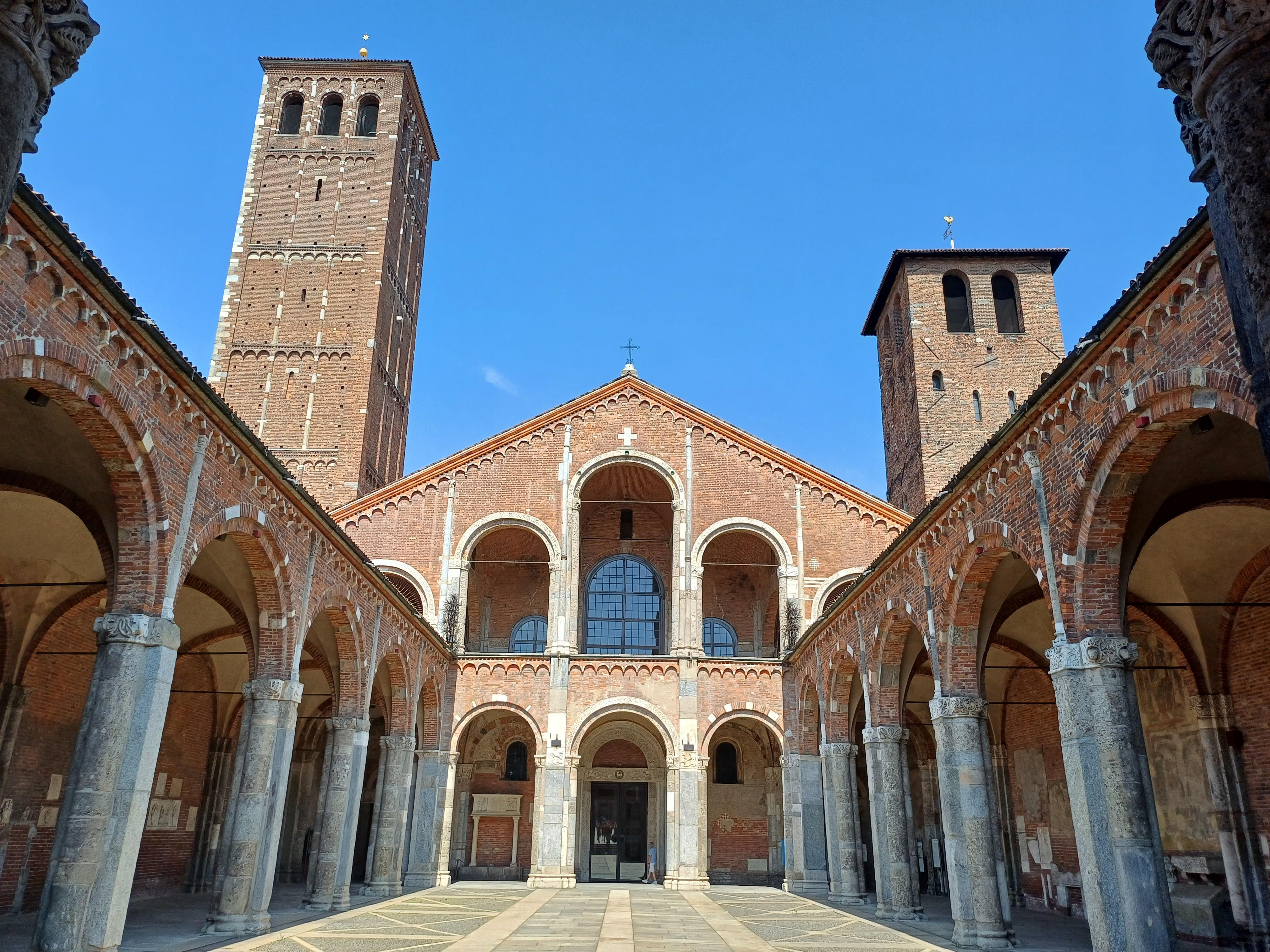
Basílica de San Ambrosio en Milán

En el oficio hay antífonas, salmos, himnos y responsorios.
Estos cantos aún están muy poco estudiados, por lo que solo se han hecho evaluaciones preliminares.
Las horas menores tienen poco interés musical -algunos himnos, y los recitativos más simples-. Los cantos principales son aquellos que se realizan en las maitines, las vísperas y las vigilias
Los salmos son cantos de maitines y vísperas que se interpretan de manera rotatoria, de manera que los ciento cincuenta salmos se cantan a lo largo de dos semanas. 
Cada salmo se cantaba en un tono salmódico diferente, con una antífona simple entre cada verso. El sistema de tonos salmódicos en el canto ambrosiano difiere en algunos aspectos del sistema de tonos salmódicos gregoriano. En este último, los tonos salmódicos están basados en el modo de la antífona. El canto ambrosiano, incluyendo las antífonas de los salmos, no se adapta al sistema modal gregoriano. Cada antífona de los salmos ambrosianos pertenece a una de cuatro series diferentes, dependiendo de su afinación final. Dentro de cada serie existen diferentes tonos salmódicos posibles, correspondientes a la afinación predominante de la antífona que pueden o no coincidir con la afinación de los modos gregorianos. Finalmente, cada tono salmódico posee una fórmula cadencial que acerca suavemente el tono al de la antífona. Este sistema da como resultado un número mucho mayor de tonos salmódicos en el canto ambrosiano respecto al gregoriano. Estructuralmente, los tonos salmódicos en el canto ambrosiano constan de un íncipit, un desarrollo en forma de recitativo, y una cadencia, careciendo de la inflexión media encontrada en los gregorianos.
Otros cantos de vísperas incluyen los Psallendae y los Antiphonae in choro. Los Psallensade comprenden la categoría más amplia de los cantos de oficio ambrosianos. Dos Psallendae, similares a las antífonas marianas del canto gregoriano, eran interpretadas durante las vísperas más solemnes, para acompañar a las procesiones. Concluían con uno o varios recitativos que daban paso al Gloria Patri. Las Antiphonae in choro eran similar en estilo, pero no contenían salmo ni verso.
Los Responsoria se celebraban tanto en Maitines como en Vísperas. Sus nombres a menudo eran indicativo de quién se encargaba de cantarlo: el coro de niños, el diácono, los subdiáconos, u otros miembros de la comunidad. Un responsorio consistía en un estribillo llamado responso, un verso, y la repetición de una versión extendida del responso. Estas expansiones contenían algunos de los melismas más largos del repertorio ambrosiano, y a menudo constaban de complejas estructuras repetitivas.
Las vísperas comenzaban con un canto llamado Lucernarium y finalizaban con el Completarium. El término Lucernarium evocaba a la función original de las vísperas como el momento en que se encendían las lámparas. Los textos de los Lucernaria suelen contener algunas referencia a la luz, tales como quioniam tu illuminas, paravi lucernam o dominus illuminatio. Estilísticamente, los Lucernaria son diferentes de los Completaria. En ambos casos, estos cantos podían ser “propios”, creados específicamente para ciertos festejos, u “ordinarios”, que podían ser usados durante todo el año. Su estilo podían variar desde cantos muy elaborados hasta simples recitativos. Existían relativamente pocos Lucernaria y Completaria. Se usaban tan solo cuatro Completaria para cubrir todos los días del año, excepto tres.